# Hsziungnu uralkodók listája
A hsziungnu uralkodók kínai nevekkel, az egykorú kínai források alapján:

### Luante-Hiliente dinasztia (i. e. 219–i. e. 62)
| Ázsiai hun sanjük (uralkodók) ( Luante-Hiliente nemzetség ) (Ts' ien..Lüan-ti……..Hsü-lien-ti) i. e. 219–i. e. 62 157 év…..15 sanjü…(uralkodó) |                                  |
| i. e. 219–i. e. 207 | Tou-man….頭曼.(Tuman, Thoban)….. |
| i. e. 207–i. e. 174 | Mao-tun….冒顿.(Motun, Modun)     |
| i. e. 174–i. e. 160 | Lao-sang Kiör-juk老上            |
| i. e. 160–i. e. 126 | Kun-szin….車臣.(Kün-csen)        |
| i. e. 126–? | Udan…..(Yü-tan, Hutan, Hu-tanu)  |
| i. e. 126–i. e. 114 | Itisza….伊稚邪.                  |
| i. e. 114–i. e. 106 | Ojong…..                         |
| i. e. 106–i. e. 102 | Oszuli….烏師盧.                  |
| i. e. 102–i. e. 101 | Huliho….黎湖.(Ho-li-hu)          |
| i. e. 101–i. e. 96 | Kutheo…….且提侯.                 |
| i. e. 96–i. e. 94 | Doma…..                          |
| i. e. 94–i. e. 85 | Holokko….狐鹿姑.(Hu-lu-ku)       |
| i. e. 85–i. e. 65 | Ojente….壺衍提.                  |
| i. e. 68vi. e. 62 | Hilikuanko…..                    |
| i. e. 62–? | Sientan…..                       |

### Hohansza dinasztia (i. e. 62–220)
| Sientan halálával végetért a Luante ( Hiliente ), nemzetség uralma az ázsiai hun törzsek felett… I. e. 62-vel elkezdődött a Hohansza dinasztia uralkodása i. e. 62–179/220 | |
| a HOHANSZA dinasztia… | |
| i. e. 61–i. e. 33 | Hohansza…(Hoh-an-sha, Huhanye)呼韓邪 dinasztia alapító még az egységes hiungnu birodalom vezetését vette át… |
| i. e. 56/i. e. 53 Tjed-tjeg (Chih-chih) sanjü kivált az egységes hiungnu birodalomból és nyugat felé vezette törzseit….. (tábl.alább….( több sanjü kora )                  | |
| i. e. 33–i. e. 21 | Hokcului (Fu-Chu-Ley-Ju-Di/Pozhulonuti/復株累若提)                                                           |
| i. e. 21–i. e. 12 | Szokai (Su-Xie-Ju-Di/Shuzhunoti/搜諧若提)                                                                    |
| i. e. 12–i. e. 8 | Kuga (Che-Ya-Ju-Di/Qiyanoti/車牙若提 )                                                                       |
| i. e. 8–13 | Okuluj (Wu-Zhou-Liu-Ju-Di/Uchilonoti/烏珠留若提)                                                             |
| 13–18 | Hienle (Wu-Ley-Ju-Di/Ulunoti/烏累若提 )                                                                      |
| 18–46 | Joti (HuTuIrShiTaoGaoJuDi/GhuduarshiDavganoti/呼都而尸道皋若提 )                                             |
| 46–? | Vutajtiho (Wu-Ta-Ti-Ho 烏達提侯 )                                                                            |
| 46–49 | Funu (49-től Funu csak az északi hiungnuk sanjüje /uralkodója) (Pu-Nu/Panu/蒲奴)                             |
| 49-ben a hiungnu birodalom két részre szakadt… északi és déli hiungnukra….                                                                                                 | |
| 49-től a déli hiungnuk uralkodói | 49-től az északi hiungnuk uralkodói                                                                          |
| Hoanszi 49–55 (Hu-Han-Sie-Di/呼韓邪 (第二) | Funu 49–72                                                                                                   |
| Kiofovu 55–57 (Chiu-Fu-Yu-Di/Chupunoti/丘浮尤提) | Joli 72–87                                                                                                   |
| Ifajulu 57–59 (I-Fa-Yu-Di/Ilgha Uluti/伊伐於慮提) | Utaban 87–90                                                                                                 |
| Hitungsi 59–63 (XienTungShiChouTi/ShtongsiSuyghuti/醢僮尸逐侯提) | Jutsukien 90–91                                                                                              |
| Hujesi 63–85 (HuYehShihChouHuTi/GhushiShisu Quti/湖邪尸逐侯提 ) | |
| Ituluju 85–88 (I-Tu-Yi-Lu/Iltu Uluti/伊屠於閭提 ) | |
| Hiulansi 88–93 (Xiu-Lan-Shi-Hu-Di/Shulan Shisu Quti/休蘭尸逐侯提 ) | |
| Ankuvo 93–94 (An-Gao/Arqu/安國 ) | |
| Tingtusi 94–98 (TindushsuQuti/TingTuShiJuHuTi/亭獨尸逐侯提 ) | |
| Vansisi 98–124 (Wanchi Shisu Quti/Wan-Si-Ju-Ti/萬氏尸逐侯提 | |
| Vusihosi 124–128 (Wu-Chi-Hu-Shi-Jo/Uzhqushsu Quti/烏稽侯尸逐提 ) | |
| Huhijesi 128–140 (Chu-Chi-Ju-Shi-Ju-Ju-Chin/Kutino Shisu Quti/去特若尸逐就)                                                                                                | |
| Kuniu 140–143 | |
| Hulanjosi 143–147 (Hu-Lan-Ju-Shi-Ju-Ju-Chin/Ghoranno Shisu Quti/呼蘭若尸逐就 )                                                                                             | |
| Ilingsi 147–172 (I-Ling-Shi-Chou-Chin/Illin Shisu Quti/伊陵若尸逐就 ) | |
| Tutejosi 172–177 (Utno Shisu Quti/屠特若尸逐就) | |
| Hutseng 177–179 (Hu-Ching/Ghuzhin/呼徵 ) | |
| Kiangsu 179–188 (Chiang-Chu/Qanquy/羌渠 ) | |
| Kitsisi 188–195 (Di-Chi-Shi-Chou-Hu/Qizi Shisu Quti/特至尸逐侯 ) | |
| Hususan 195–220 (Hu-Chou-Chuan/Ghochuqan/呼廚泉 ) | |

## Több Sanjü korszaka (i. e. 62–i. e. 53)
A hiungnuk ázsiai hunok törzsszövetségének felbomlási korszakában (a hatalomért folyó küzdelmekben) az i. e. 62–i. e. 53 közötti időszakot a több sanjü korszakának nevezzük. A sanjük és ellensanjük jelentőségük sorrendjében, kronológikusan évek szerint vannak feltüntetve. Erre az időszakra tehető az első tartósnak mondható nyugatra vándorlás kb. i. e. 53 körül Csicsi (Chih-chih) sanjü vezetésével. Az elvándorlás Kína hódító politikájának és katonai nyomásának az eredménye. Az időszakosan északi és déli részre szétváló törzsek északi ága soha nem fogadta el (a déli ággal ellentétben) a kínai fennhatóságot. A fennhatóság elutasítása és a függetlenség megtartásának reménytelensége ösztönözte az északi, függetlennek maradni akaró törzseket, hogy nyugatra vándoroljanak. Ezen első nyugati kiáramlást követte még másik elvándorlás, ami az alapját képezte a hunok európai megjelenésének.
| a több sanjü ( uralkodó ) korszaka… i. e. 62–i. e. 53 |                                                                    |
| i. e. 62                                              | Sientan Akjenkute és Sientan Sientan                               |
| i. e. 61                                              | Akjenkute Hohansza és Akjenkute Hohansza Toki és Hohansza          |
| i. e. 60                                              | Toki és Hohansza Toki, Hohansza, Ocsian, Ugur és Kuli              |
| i. e. 59                                              | Toki, Hohansza és Kuli Toki és Hohansza Hohansza                   |
| i. e. 58                                              | Hohansza Hohansza és Olentun Hohansza Hohansza és Li-lung Hohansza |
| i. e. 57                                              | Hohansza                                                           |
| i. e. 56                                              | Hohansza Hohansza és Luszin Csicsi, Hohansza és Luszin             |
| i. e. 55                                              | Csicsi, Hohansza és Luszin                                         |
| i. e. 54                                              | Csicsi, Hohansza és Luszin Csicsi és Hohansza                      |
| i. e. 53                                              | Csicsi és Hohansza Csicsi, Hohansza és Ilibok Csicsi és Hohansza   |

Feltehetőleg i.e. 53 környékén döntött úgy Csicsi (Chih-chih) sanjü és az őt követő törzsek , hogy nyugat felé vonulnak az egyre erősödő és elviselhetetlen kínai nyomás elől,
függetlenségük megóvása érdekében.
Az európai hunokat sokszor tekintik a hsziungnuk utódainak, de a szakirodalom e kérdésben még nem egységes, ezért az európai hunok uralkodóinak listája a hun uralkodók listája cikkben található.